# Vịt nhung vua
Vịt nhung vua, tên khoa học Somateria spectabilis, là một loài chim trong họ Vịt.

## Hình ảnh

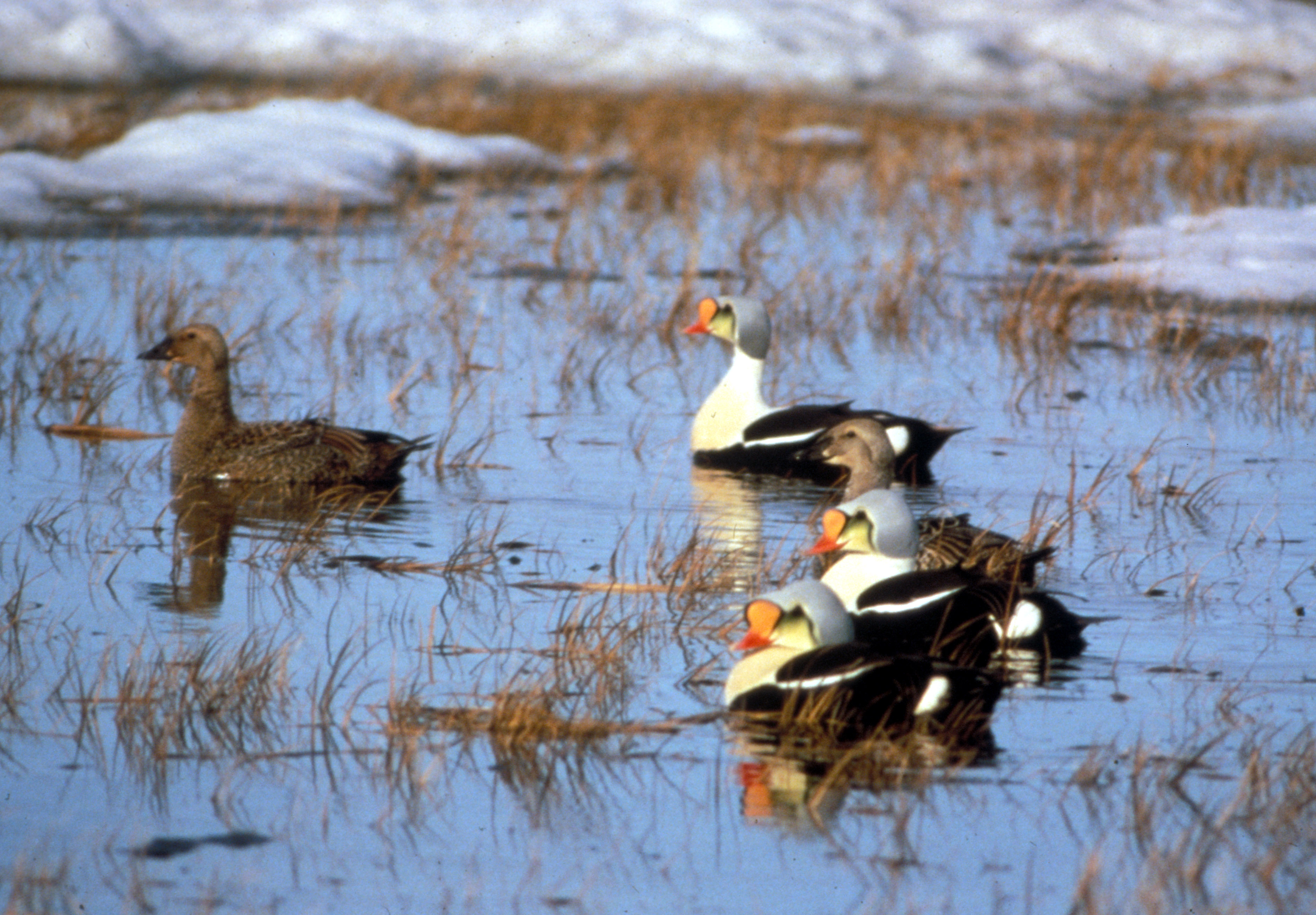
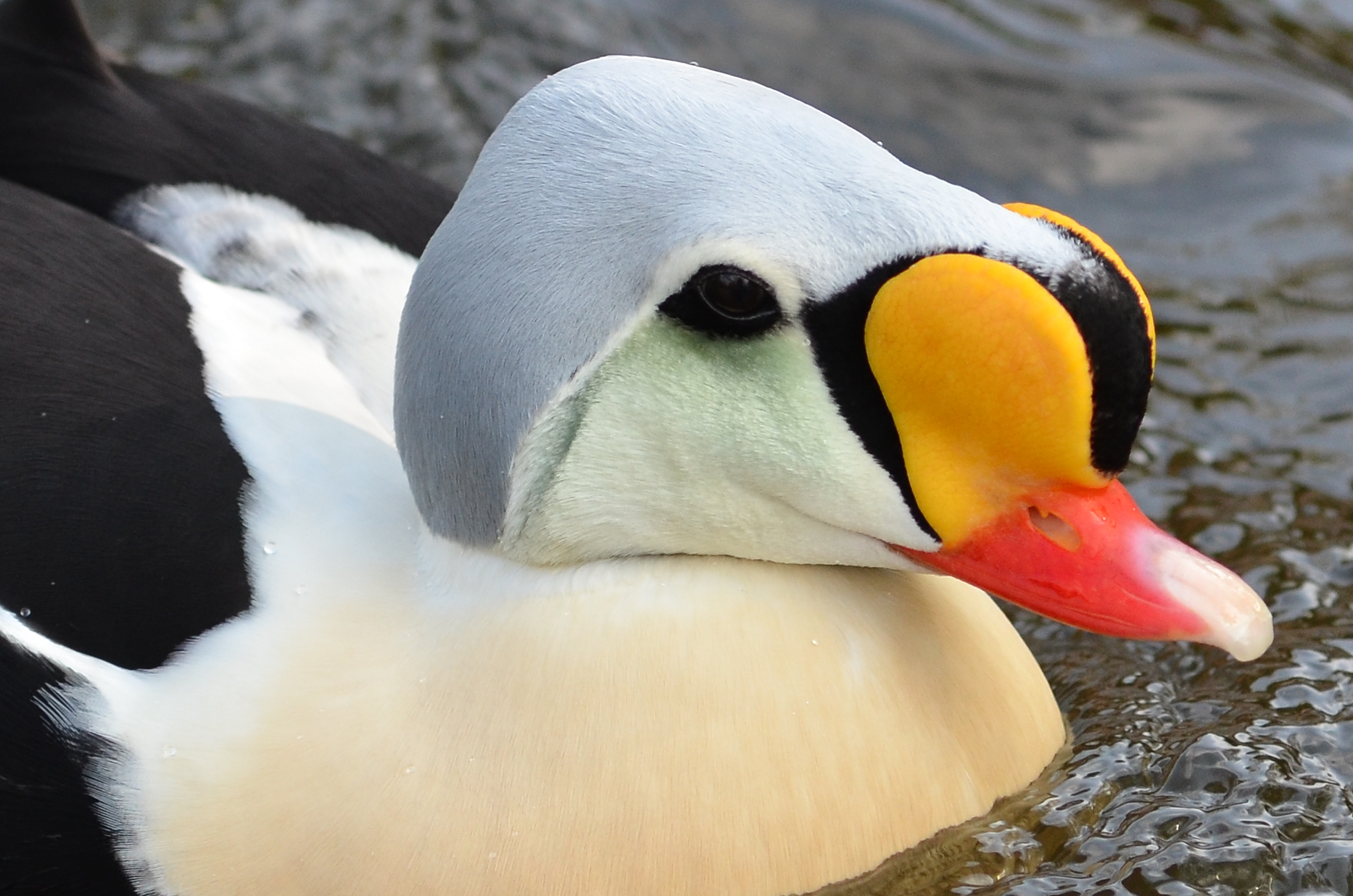
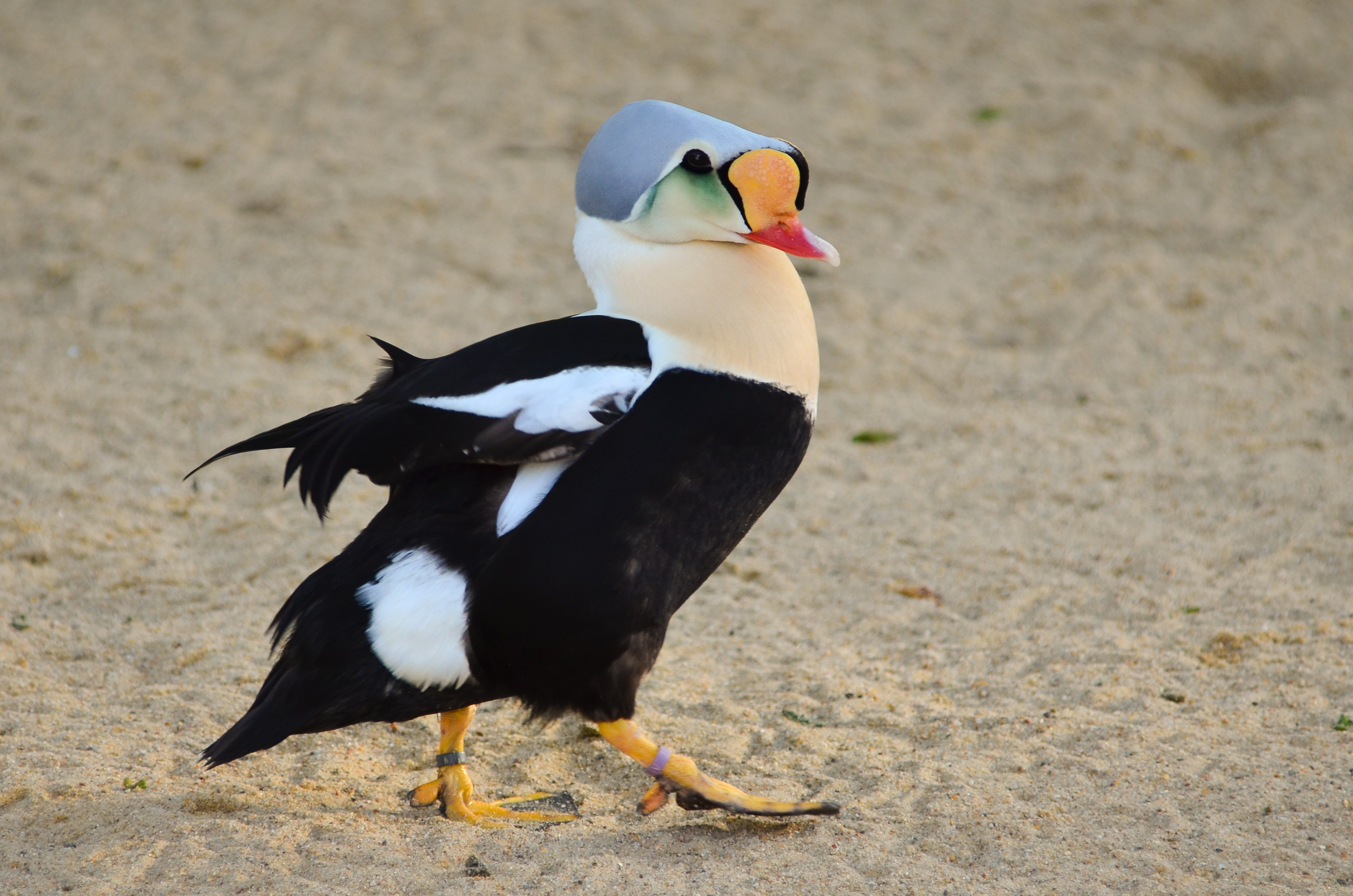
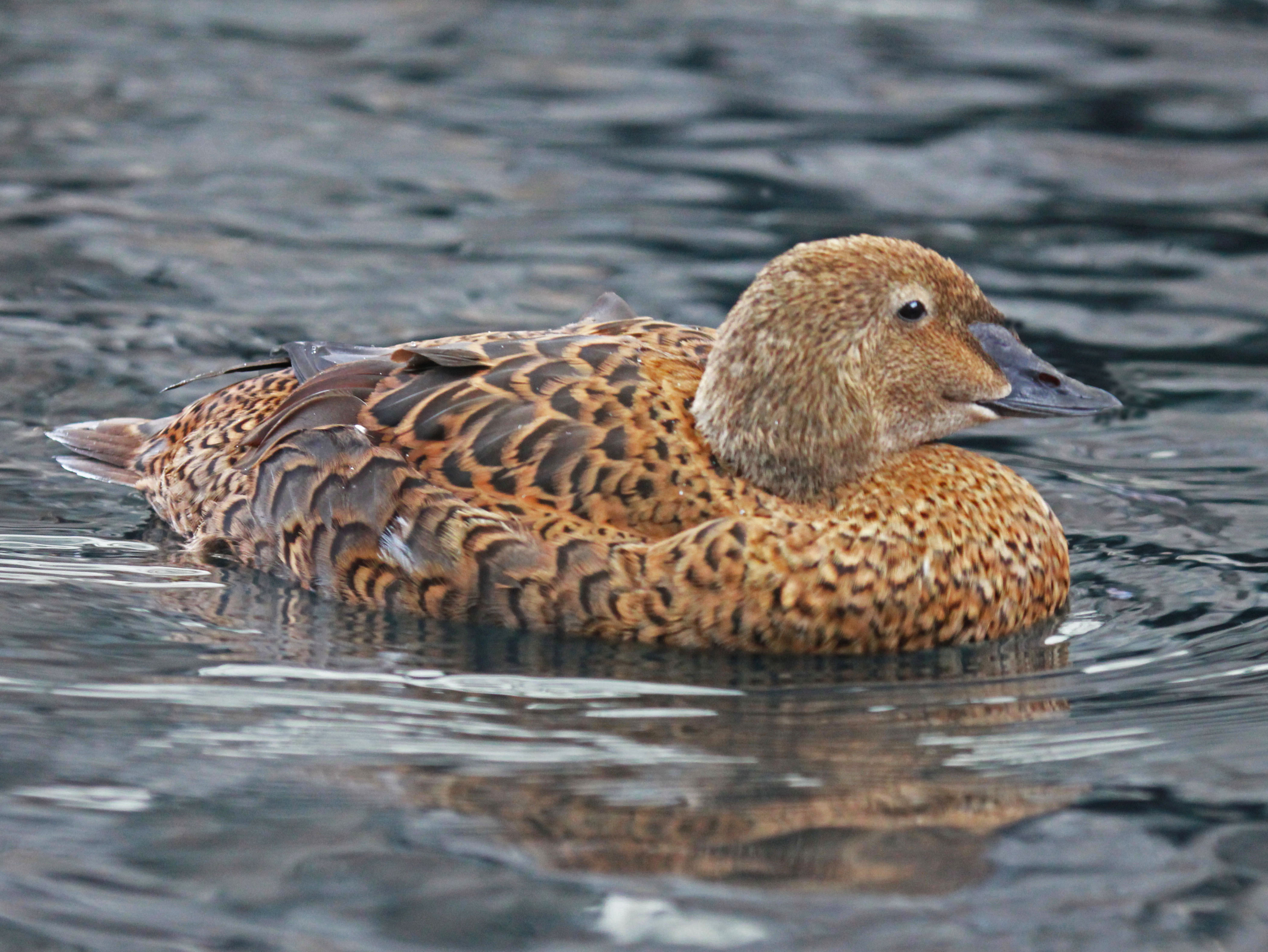
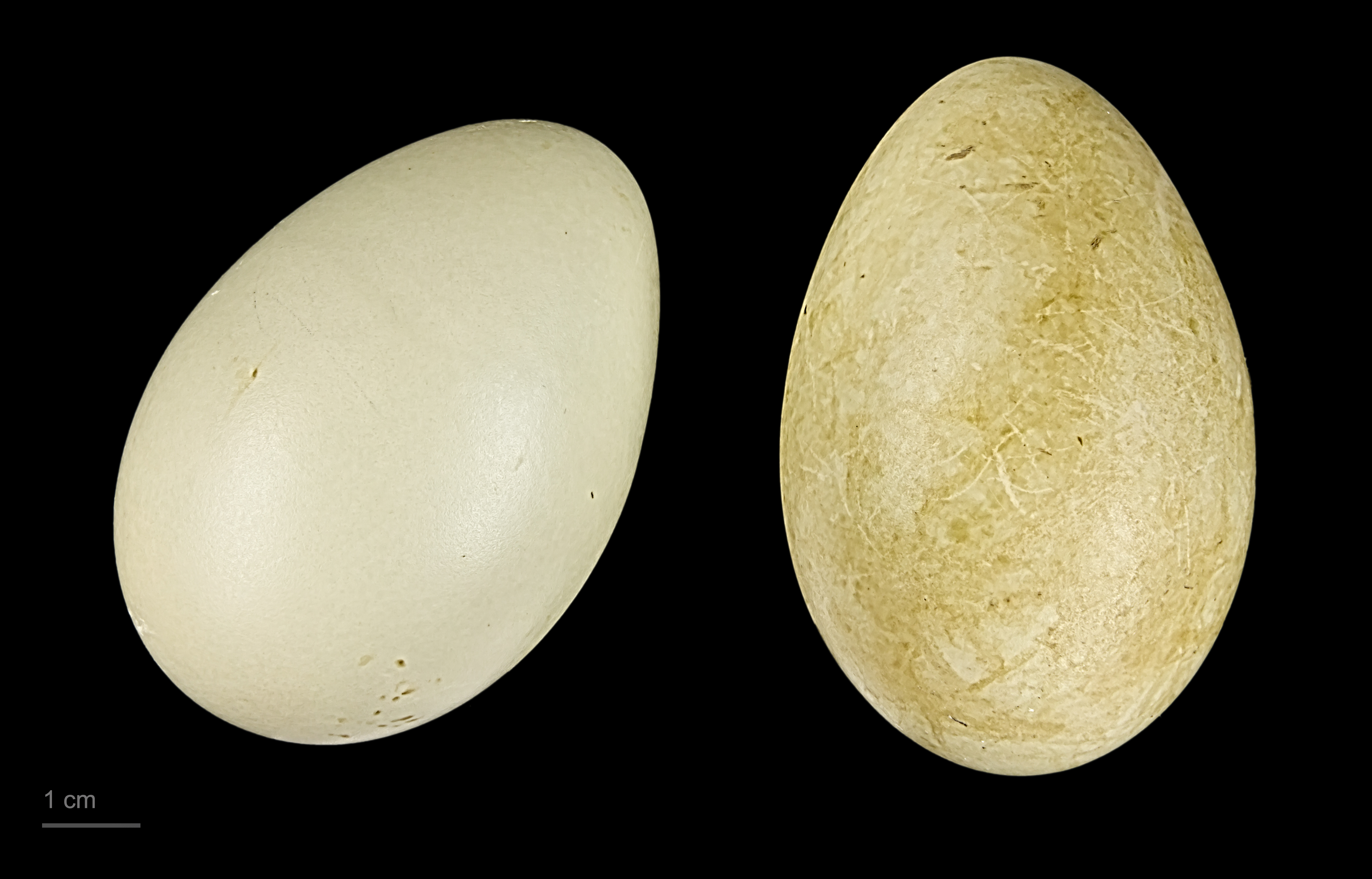
Museum specimen